# Normanella mucronata
Normanella mucronata är en kräftdjursart som beskrevs av Georg Ossian Sars 1909. Normanella mucronata ingår i släktet Normanella och familjen Normanellidae. Arten är reproducerande i Sverige.

## Underarter
Arten delas in i följande underarter:
- N. m. reducta
- N. m. mucronata